# Paul Sorvino

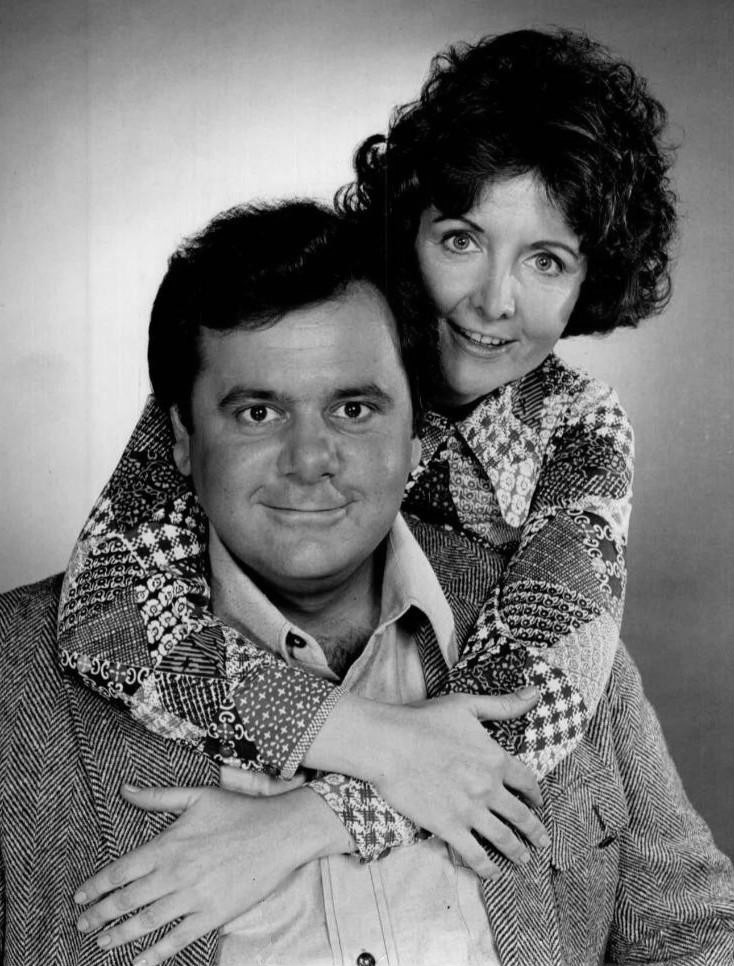
Paul Sorvino z Mitzi Hoag (1975)

Paul Anthony Sorvino (ur. 13 kwietnia 1939 w Nowym Jorku, zm. 25 lipca 2022 w Jacksonville) – amerykański aktor, reżyser i producent filmowy, pisarz, konsultant kreatywny, śpiewak operowy i rzeźbiarz.
Grywał często autorytety zarówno po stronie kryminalnej, jak i stróżów prawa. Odtwórca roli gangstera Paula „Pauliego” Cicero w biograficznym dramacie kryminalnym Martina Scorsese Chłopcy z ferajny (1990). Wystąpił w roli sierżanta NYPD Philipa „Phila” Cerrety w serialu policyjnym NBC Prawo i porządek (1991–1992). Nominowany do nagrody Tony Award dla najlepszego aktora w sztuce Jasona Millera Ten sezon mistrzowski (1972).
Jego córka Mira Sorvino jest laureatką Oscara dla najlepszej aktorki drugoplanowej.

## Życiorys

### Wczesne lata
Urodził się w nowojorskim Brooklynie jako syn Angeli Marii Mattey „Marietty” (z domu Renzi), nauczycielki gry na fortepianie, i Fortunato „Forda” Sorvino, kierownika budowy w fabryce materiałów. Jego ojciec urodził się w Vomero, dzielnicy Neapolu, a matka pochodziła z Connecticut, była córką Włochów z Casacalenda, w regionie Molise. Miał dwóch braci – Billa i Ronalda.
Uczęszczał do Lafayette High School w Brooklynie. Naukę kontynuował w Amerykańskiej Akademii Muzycznej i Dramatycznej na Manhattanie w Nowym Jorku.  

### Kariera
W 1956 rozpoczął karierę jako copywriter w agencji reklamowej.
Jego wielką pasją była muzyka. Przez 18 lat pobierał lekcje śpiewu. Sorvino nie tylko doskonale grał na fortepianie, ale był też doskonałym śpiewakiem. W wywiadach powtarzał, że jego prawdziwą miłością jest poezja, malarstwo i opera.
W 1964 zadebiutował na Broadwayu jako Lou MacNiall w komedii muzycznej Bajour. W 1972 odniósł sukces na broadwayowskiej scenie w roli Phila Romano w sztuce Jasona Millera Ten sezon mistrzowski, za którą zdobył nagrodę Drama Desk i nominację do Tony Award. W 1973 zagrał hrabiego Gloucestera w inscenizacji off-broadwayowskiej Król Lear z Jamesem Earlem Jonesem w roli tytułowej. W 1976 spróbował swoich sił na Broadwayu jako reżyser przedstawienia Zamykacze do taczek, w którym zagrał Danny Aiello. W 1980 wyreżyserował sztukę swojego autorstwa Marlon Brando siedział właśnie tutaj z udziałem Jaya Acovone’a.
Po raz pierwszy wystąpił na ekranie w czarnej komedii Carla Reinera Gdzie jest Poppa? (Where’s Poppa?, 1970) u boku George’a Segala. Można go było potem zobaczyć w dramacie Jerry’ego Schatzberga Narkomani (The Panic in Needle Park, 1971) z Alem Pacino, komedii Melvina Franka Miłość w godzinach nadliczbowych (A Touch of Class, 1973) i adaptacji sztuki Jasona Millera Sezon mistrzów (That Championship Season, 1982) z Robertem Mitchumem. W serialu ABC Ulice San Francisco (The Streets of San Francisco, 1976) wystąpił jako sierżant Bert D’Angelo. W komedii fantasy Carla Reinera O mój Boże! (Oh, God!, 1979) zagrał postać ekstrawaganckiego ewangelisty Williego Williamsa. Reżyser Warren Beatty w dramacie wojennym Czerwoni (Reds, 1981) zaangażował go do roli założyciela Amerykańskiej Partii Komunistycznej Louisa C. Frainy. W 1993 został nazwany „Królem Brooklynu” na festiwalu „Welcome Back to Brooklyn”. W dramacie biograficznym Olivera Stone’a Nixon (1995) zagrał Henry’ego Kissingera. W komedii sensacyjnej Warrena Beatty’ego Senator Bulworth (1998) wystąpił w roli Grahama Crocketta, agenta firmy ubezpieczeniowej.
Zagrał też różne role ojca, w tym postać Davida Addisona Seniora, ojca Davida (Bruce Willis) w serialu detektywistycznym ABC Na wariackich papierach (Moonlighting, 1986), lorda Fulgencio Kapuleta, ojca Julii (Claire Danes), antagonisty w ekranizacji Romeo i Julia (1996) w reż. Baza Luhrmanna, Ala Millera, ojca Billa (Mark Addy) w sitcom CBS Byle do przodu (Still Standing, 2004–2006) i Bena „Pop–Pop” Goldberga, ojca Murraya w sitcomie ABC Goldbergowie (The Goldbergs, 2014).
Po raz ostatni wystąpił na ekranie jako Tony Salerno w Zabić Irlandczyka (Kill the Irishman, 2011) z Rayem Stevensonem.

## Życie prywatne
Od 10 roku życia chorował na astmę. Założył Paul Sorvino Asthma Foundation. W 1985 wydał książkę How to Become a Former Asthmatic.
23 lipca 1966 ożenił się z Lorraine Davis, z którą miał dwie córki – Mirę Katherine (ur.
28 września 1967) i Amandę (ur. 1971) oraz syna Michaela (ur. 21 listopada 1977). W 1988 rozwiedli się. Romansował z Karen Black. 20 marca 1991 poślubił Vanessę Arico. W 1996 doszło do rozwodu. 27 grudnia 2014 ożenił się z Denessa Purvis „Dee Dee” Benkie.

### Śmierć
Zmarł 25 lipca 2022 w szpitalu w Jacksonville na Florydzie z przyczyn naturalnych w wieku 83 lat. Przez ostatnie lata zmagał się z problemami zdrowotnymi.

## Filmografia
- Narkomani (1971) jako Samuels
- Miłość w godzinach nadliczbowych (1973) jako Walter Menkes
- Ulice San Francisco (1972–1977; serial telewizyjny) jako Burt Deangelo (gościnnie)
- O mój Boże! (1977) jako wielebny Willie Williams
- Skok na Brinka (1978) jako Jazz Maffie
- Zadanie specjalne (1980) jako kapitan Edelson
- Czerwoni (1981) jako Louis Fraina
- Sezon mistrzów (1982) jako Phil Romano
- Na wariackich papierach (1985–1989; serial telewizyjny) jako David Addison Senior, ojciec Davida (gościnnie)
- Morderczy chłód (1985) jako Penny
- Niezły bajzel (1986) jako Tony Pazzo
- Star Trek: Następne pokolenie (1987–1994; serial telewizyjny) jako dr Nikolai Rozhenko (gościnnie)
- Dick Tracy (1990) jako Lips Manlis
- Chłopcy z ferajny (1990) jako Paul „Paulie” Cicero
- Człowiek rakieta (1991) jako Eddie Valentine
- Prawo i porządek (1990–nadal; serial telewizyjny) jako sierżant Phil Cerreta (w latach 1991–1992)
- Nixon (1995) jako Henry Kissinger
- Romeo i Julia (1996) jako Fulgencio Capulet
- KasaMowa (1997) jako Guy Cipriani
- Poszukiwany (1997) jako Kenny Rackmill
- Houdini: Magia życia (1998) jako Blackburn
- Za ciosem (1998) jako Harry Johanson
- Aria z Harlemu (1999) jako Fabiano Grazzi
- Żarty na bok (2000–2002; serial telewizyjny) jako Frank DeLucca
- Agencie podaj łapę (2001) jako Sonny Talia
- Cooler (2003) jako Buddy Stafford
- Repo! The Genetic Opera (2008) jako Rotti Largo
- Zabić Irlandczyka (2011) jako Tony Salerno